# Panic Prone
«Panic Prone» es una canción de la banda estadounidense de metal alternativo Chevelle. Fue lanzado el 19 de julio de 2005 como el tercer y último sencillo de su tercer álbum de estudio This Type of Thinking (Could Do Us In) (2004).

## Antecedentes
El baterista Sam Loeffler dijo en una entrevista: "Panic Prone es una canción interesante porque acabo de enterarme de qué se trata. Pete estaba viendo la televisión y apareció uno de esos anuncios, los anuncios de 'Save the Children'. Esa canción trata sobre tomar una decisión sobre si te vas a sentar en tu sofá y ver cómo sucede esto o si te vas a levantar y hacer algo al respecto. Esa canción no trata sobre si deberías o no hacerlo, sino sobre: ¿Lo vas a hacer? ¿Es este mi problema? Me sorprendió mucho que se tratara de eso. Creo que una de las líneas en realidad trata sobre uno de nuestros amigos que también se cae del vagón. Creo que la primera línea podría tratar sobre eso".
El sencillo no logró un éxito comercial y alcanzó el puesto número 26 en el Billboard Hot Mainstream Rock Tracks, siendo esa la única categoría en la que figuraba.

## Posicionamiento en lista
| Lista (2007)                     | Posición |
| -------------------------------- | -------- |
| Estados Unidos (Mainstream Rock) | 26       |